# Liste der denkmalgeschützten Objekte in Loipersbach im Burgenland
Die Liste der denkmalgeschützten Objekte in Loipersbach im Burgenland enthält das einzige denkmalgeschützte, unbewegliche Objekt der Gemeinde Loipersbach im Burgenland.

## Denkmäler
| Foto |                 | Denkmal                                                                   | Standort                                | Beschreibung | Metadaten |
| ---- | --------------- | ------------------------------------------------------------------------- | --------------------------------------- | --- | --- |
| ja   | Datei hochladen | Evang. Pfarrkirche A.B. HERIS-ID: 22612seit 2024                          | Hauptstraße 2 Standort KG: Loipersbach  | Bei der Kirche handelt es sich um ein Schulgebäude aus dem Jahr 1888, das 1950 zur Kirche umgewandelt wurde. Der Turm wurde 1958 verändert. | BDA-Hist.: Q30306226 Status: Bescheid Stand der BDA-Liste: 2025-06-30 Name: Evang. Pfarrkirche A.B. GstNr.: 196, 88/1 Evangelische Pfarrkirche Loipersbach                                         |
| ja   | Datei hochladen | Kath. Pfarrkirche hll. Petrus und Paulus HERIS-ID: 22611 Objekt-ID: 18944 | Hauptstraße 4a Standort KG: Loipersbach | Die Pfarrkirche wurde nach der Zerstörung und Renovierung eines ersten Gebäudes im Jahr 1797 weitgehend neu erbaut. 1871 erfolgte nach einem Brand eine weitere Renovierung. Damals wurde dem rechteckigen Schiff mit der gleich breiten Apsis der dreigeschoßige Turm angefügt. Altar und Kanzel stammen aus der Zeit um 1790. | BDA-Hist.: Q37871134 Status: § 2a Stand der BDA-Liste: 2025-06-30 Name: Kath. Pfarrkirche hll. Petrus und Paulus GstNr.: 190 Kath. Filialkirche hll. Petrus und Paulus (Loipersbach im Burgenland) |